# Die drei Musketiere – D’Artagnan
Die drei Musketiere – D’Artagnan (Originaltitel: Les Trois Mousquetaires: D’Artagnan) ist ein französischer Abenteuer-Historienfilm des Regisseurs Martin Bourboulon, der am 5. April 2023 in die französischen Kinos kam und am 13. April 2023 in den deutschen Kinos startete. Es handelt sich um den ersten Teil einer Adaption des gleichnamigen Romans von Alexandre Dumas dem Älteren; der zweite Teil Die drei Musketiere – Milady folgte im Dezember 2023.

## Handlung
Der junge Gascogner Charles D’Artagnan reitet nach Paris, um dort den Musketieren beizutreten, der persönlichen Leibwache des Königs. In Meung ist D’Artagnan Zeuge eines Überfalls auf eine Kutsche. D’Artagnan versucht zu helfen, wird aber von der Frau im Inneren der Kutsche niedergeschossen. Die überfallenden Männer gewinnen die Oberhand und töten die Insassen der Kutsche und deren Eskorte. Die Anführerin Lady de Winter (Milady) gibt den Auftrag, alle Toten zu beerdigen. Dank einer Bibel und dem Empfehlungsschreiben seines Vaters, welche D’Artagnan in seiner Brusttasche bei sich trägt, überlebt er und kann seine Reise fortsetzen.
Währenddessen ist in Paris König Ludwig XIII. eher mit der Ausrichtung der Hochzeit seines Bruders beschäftigt, als sich um die zunehmenden Spannungen mit den Hugenotten in La Rochelle zu kümmern. Eine militärische Intervention schließt er kategorisch aus.
D’Artagnan erreicht Paris und schmuggelt sich in der Musketierkaserne bis zum Befehlshaber Monsieur Treville vor. Diesem übergibt er das Empfehlungsschreiben (mit Einschussloch), woraufhin D’Artagnan zunächst zu den Kadetten kommt. Als D’Artagnan aus dem Fenster in den Hof blickt, sieht er plötzlich einen der Männer aus Meung. Sofort nimmt er die Verfolgung auf und gerät dabei mit den Musketieren Athos, Porthos und Aramis unglücklich aneinander, woraufhin er von allen dreien zum Duell herausgefordert wird. Da Duelle verboten sind, schreitet die Garde von Kardinal Richelieu ein, kann aber von den Musketieren und D’Artagnan besiegt werden. Die vier freunden sich an und besuchen am Abend zusammen  eine Taverne.
Am nächsten Morgen wacht Athos neben einer toten jungen Frau mit einem blutigen Dolch in seiner Hand auf. Vor Gericht wird er zum Tode verurteilt und man gibt den Musketieren nur wenige Tage Zeit, um Unschuldsbeweise vorzulegen oder eine Begnadigung durch den König zu erreichen. D’Artagnan, Porthos und Aramis ermitteln daraufhin auf eigene Faust. In der Leichenhalle erkennt D’Artagnan die Tote als jene Frau, die in Meung auf ihn schoss. Alle drei reiten nach Meung und finden heraus, dass die Überfallenen für die Übermittlung des Schriftverkehrs zwischen dem Herzog von Buckingham und der Königin Anna von Österreich zuständig waren. Sie wurden abgefangen und ein falscher Brief, der Buckingham nach Frankreich locken soll, zugestellt. Der Grund dafür ist eine verbotene Beziehung zwischen dem Herzog und der Königin, und Kardinal Richelieu hat es sich zum Ziel gesetzt, die Königin des Ehebruchs zu überführen.
Bei einem Treffen der Königin mit Buckingham versuchen die Wachen des Kardinals, Buckingham zu verhaften, was von D’Artagnan, Porthos und Aramis vereitelt wird. Buckingham kehrt wieder nach England zurück, bekommt aber von der Königin ihr kostbares Diamantencollier geschenkt. Am darauffolgenden Abend, an dem D’Artagnan mit Constance Bonacieux, seiner Vermieterin und Dienerin der Königin, flirtet und dabei die Geschichte mit den Collier erwähnt, wird er von einem Spion Richelieus belauscht.
Inzwischen hat der König entschieden, Athos nicht zu begnadigen. Daher scheint dessen Hinrichtung unausweichlich. Bei der Fahrt zum Exekutionsplatz wird Athos jedoch von Bekannten befreit, die den radikalen Hugenotten angehören. Daraufhin verdächtigt man alle Musketiere, Athos bei der Flucht geholfen zu haben, und stellt sie in ihrer Kaserne unter Arrest. Nur D’Artagnan als Kadett darf die Kaserne verlassen. Der Kardinal hat inzwischen jede Menge Gerüchte über das Collier und einen angeblichen Ehebruch gesät, sodass der König von seiner Gemahlin verlangt, das Collier bei der Hochzeit seines Bruders in ein paar Tagen zu tragen. Constance erzählt D’Artagnan von der Situation und dieser macht sich sofort auf den Weg zu Buckingham. Unterwegs bekommt er Unterstützung von Athos. Aber auch Richelieu hat seine gefährlichste Agentin Lady de Winter (Milady) darauf angesetzt, das Collier sicherzustellen.
Dank Athos’ Hilfe gelingt es D’Artagnan, in Buckinghams Schloss zu gelangen und von diesem das Collier zu verlangen. Milady war ihnen jedoch zuvorgekommen und hat das Collier gestohlen. In einer Verfolgungsjagd zu Pferd gelingt es D’Artagnan, Milady das Collier abzunehmen. Diese stürzt sich daraufhin von einer Klippe. D’Artagnan schafft es gerade noch rechtzeitig, Constance das Collier zu übergeben, wodurch die Königin nicht bloßgestellt wird.
Alles scheint zunächst in Ordnung, aber als es zur Hochzeit kommt, bei der nahezu jeder bedeutende Adelige anwesend ist, erinnert sich Athos an die Attentatspläne der Hugenotten. Athos warnt alle Anwesenden vor einem Scharfschützen und wirft sich schützend auf den König. In den darauffolgenden Kampfhandlungen kommen einige Anwesende ums Leben, die drei Musketiere und D’Artagnan können allerdings Schlimmeres verhindern. Athos wird daraufhin vom König begnadigt und rehabilitiert und D’Artagnan wird zum Musketier geschlagen. Außerdem verkündet der König die Mobilmachung für den Krieg gegen die Hugenotten in La Rochelle. Zum Schluss wird Constance entführt, nachdem diese unbeabsichtigt ein Gespräch der Drahtzieher des Attentats belauscht hat.
In einer Mid-Credit-Szene sieht man das Ende eines Gesprächs zwischen Milady de Winter und Kardinal Richelieu in einem Waldstück. Sie sagt zu ihm, da sie nun seine Wünsche hinsichtlich seiner Feinde kenne, würde sie gerne ihre Wünsche bezüglich ihrer Feinde äußern. Auf Nachfrage von Richelieu wer diese Feinde seien, nennt Milady Die Musketiere.

## Produktion

### Hintergrund

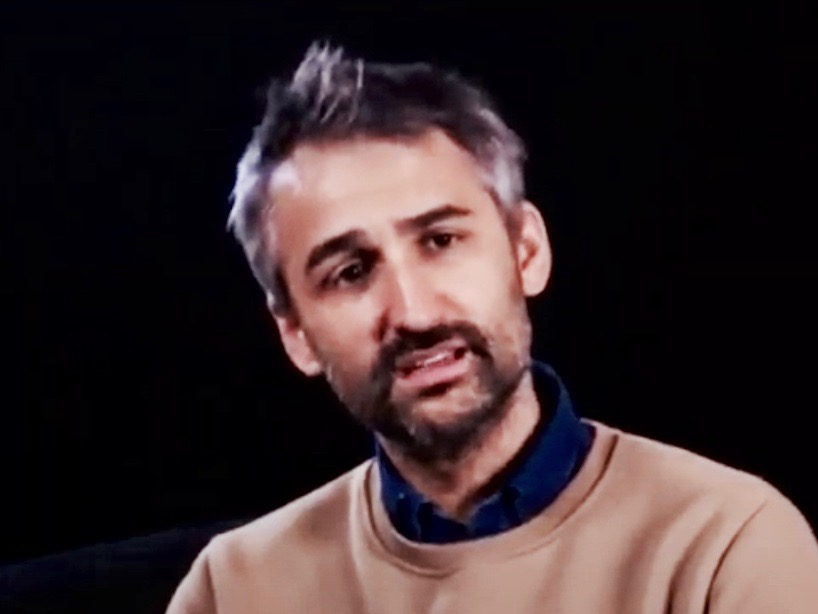
Regisseur Martin Bourboulon

2019 hatte der Produzent Dimitri Rassam die Idee, den Roman von Dumas filmisch umzusetzen.
Ein Jahr später kamen die Drehbuchautoren Matthieu Delaporte und Alexandre de La Patellière hinzu, ehe sich Martin Bourboulon als Regisseur anschloss, der sich zu dem Zeitpunkt in der Postproduktion von Eiffel in Love befand.
Die Vier hatten bereits vorher bei Bourboulons erstem Film Mama gegen Papa – Wer hier verliert, gewinnt zusammengearbeitet; dabei entschied man sich, den Film in zwei Teilen zu veröffentlichen.
Als Inspiration für den Ton des Films gab Regisseur Bourboulon vor allem die Filme Die Duellisten (1977) von Ridley Scott sowie Die Bartholomäusnacht (1994) von Patrice Chéreau an.

### Besetzung

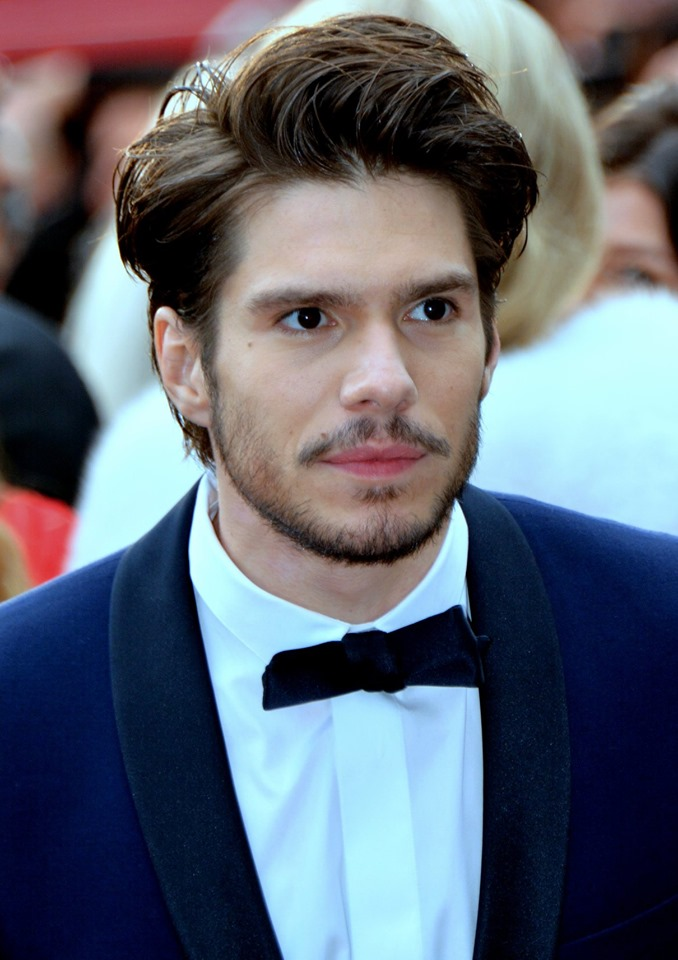
François Civil (2019)
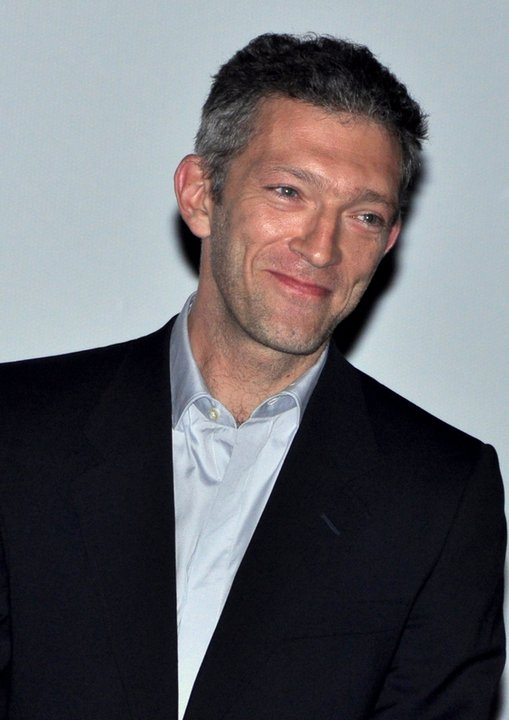
Vincent Cassel (2011)
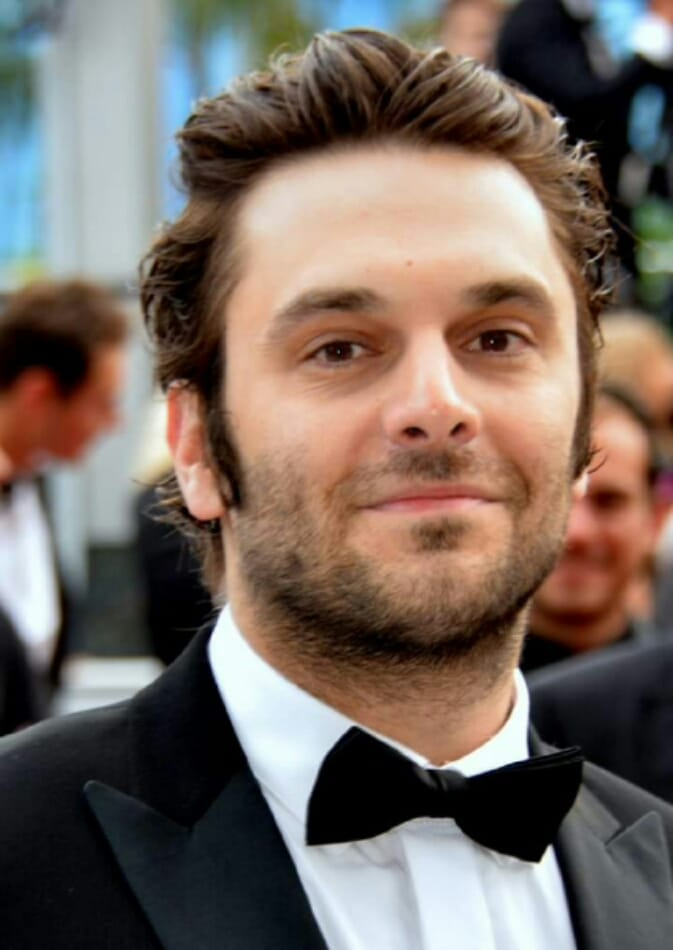
Pio Marmaï (2018)
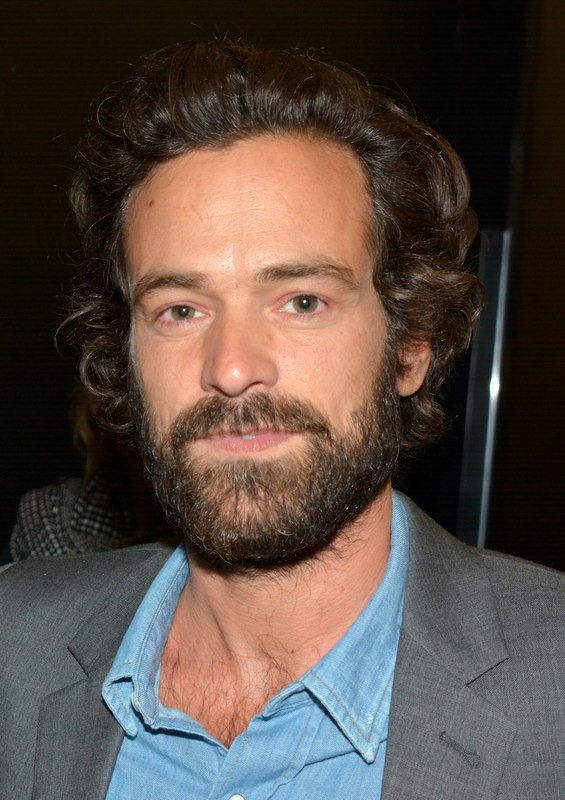
Romain Duris (2014)
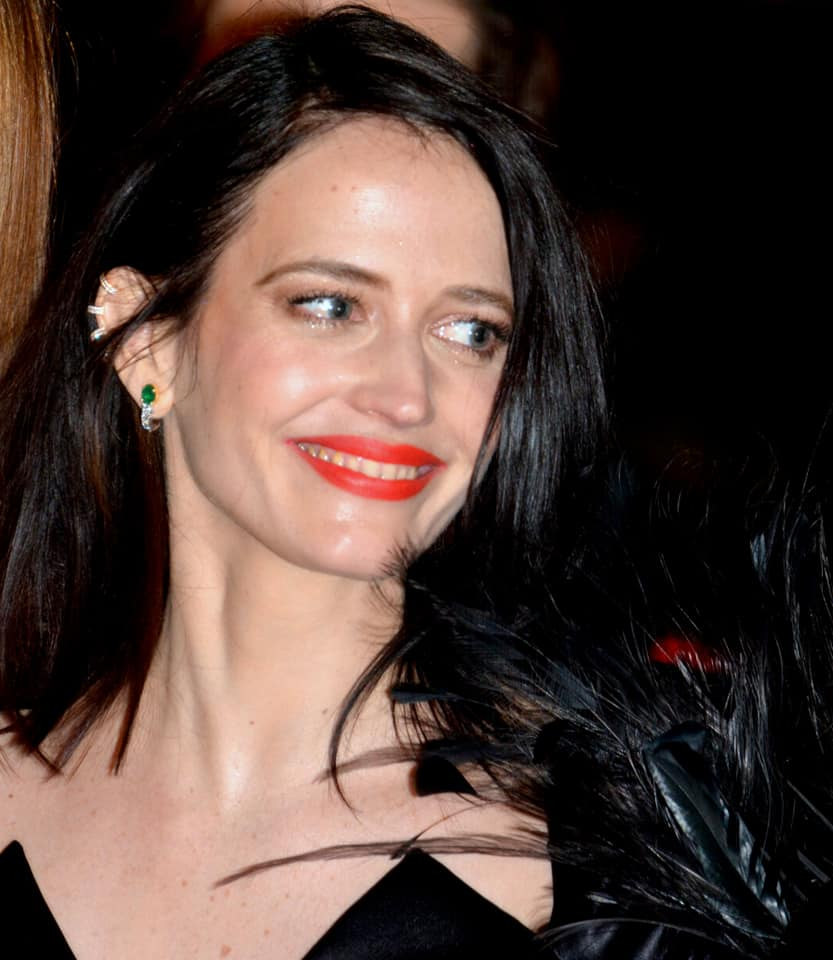
Eva Green (2020)
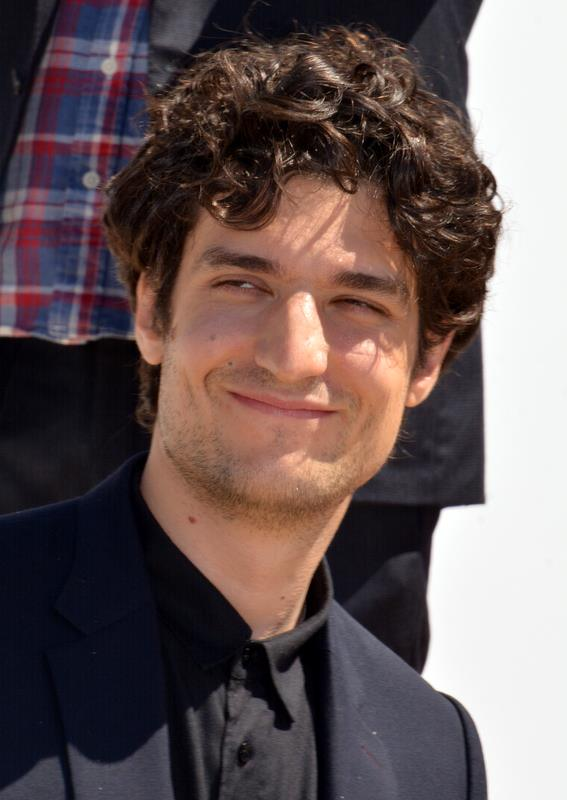
Louis Garrel (2017)
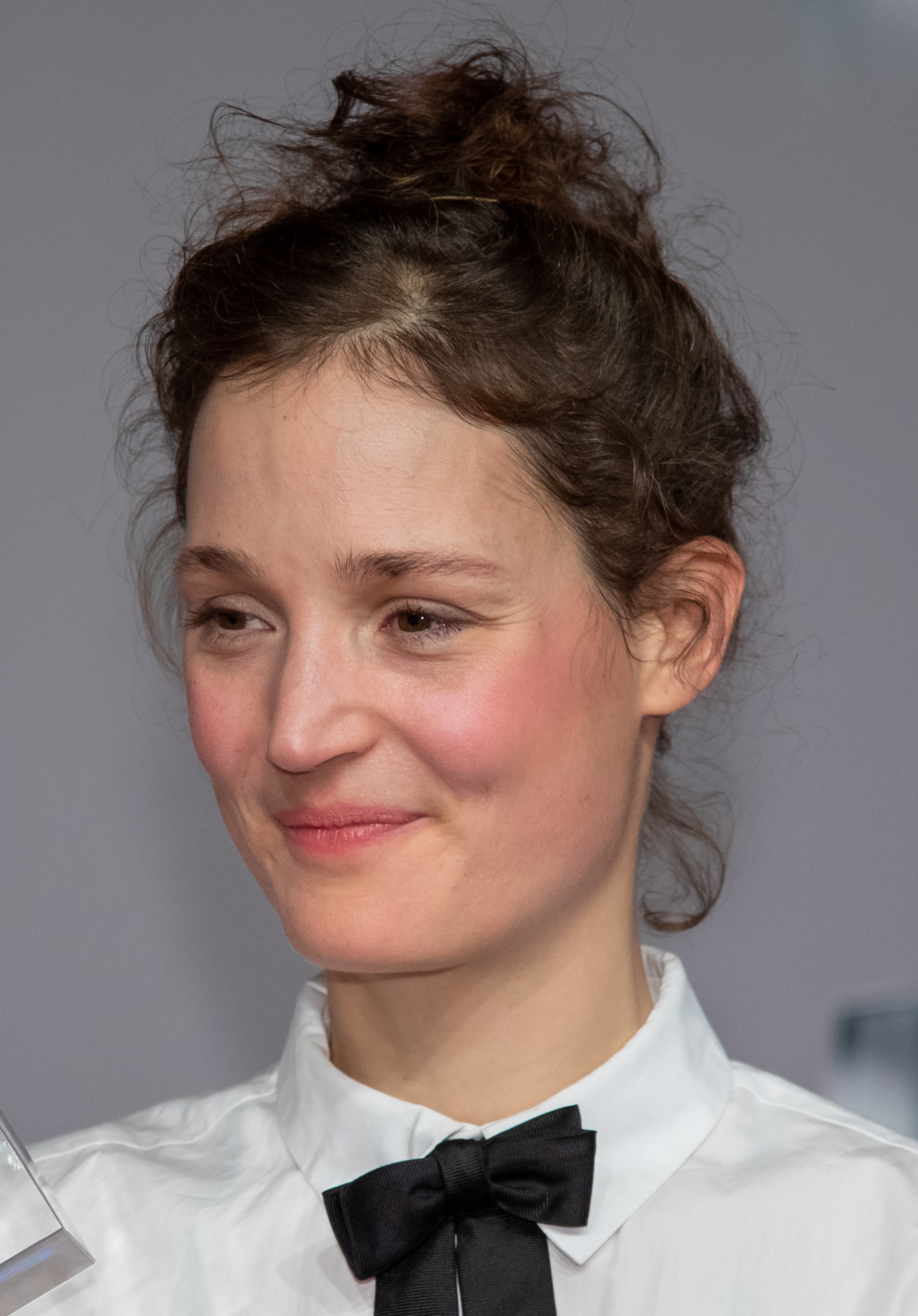
Vicky Krieps (2019)
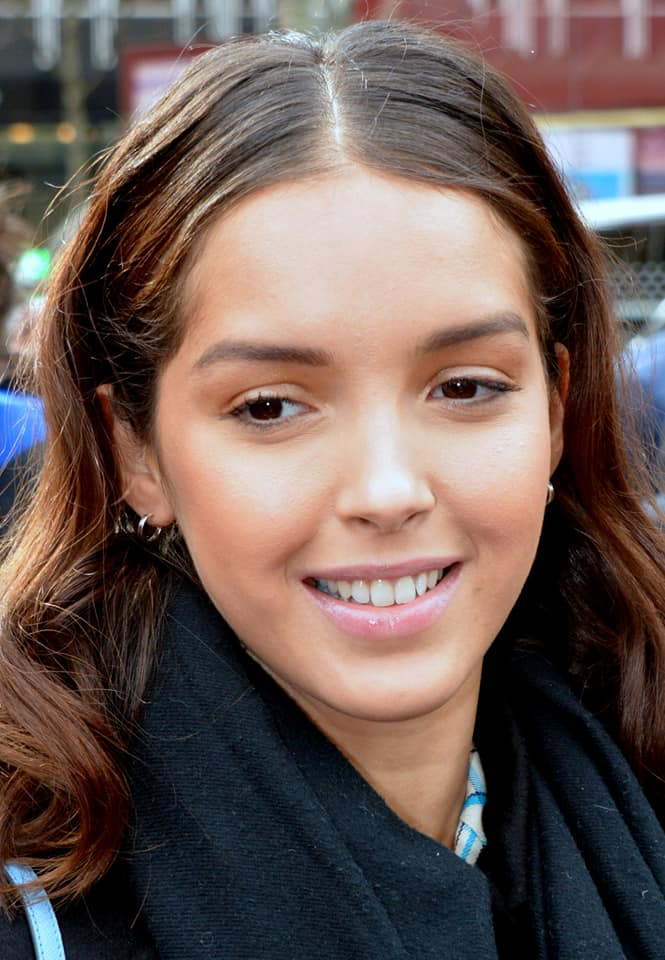
Lyna Khoudri (2020)

Im Februar 2021 erfolgte die Bekanntgabe der Darsteller, wobei die meisten in beiden Filmen zu sehen sein sollen. D’Artagnan wird durch François Civil dargestellt, die titelgebenden Musketiere Athos, Porthos und Aramis werden jeweils von Vincent Cassel, Pio Marmaï und Romain Duris gespielt.
Die Antagonisten Milady de Winter und Kardinal Armand Richelieu verkörpern Eva Green sowie Éric Ruf, Ludwig XIII und Anna von Österreich spielen Louis Garrel und Vicky Krieps.
In weiteren Rollen sind Lyna Khoudri und Marc Barbé als Constance Bonacieux und Monsieur de Tréville zu sehen.
Die Rolle des Herzogs von Buckingham sollte ursprünglich Oliver Jackson-Cohen übernehmen, sie wurde jedoch später aus unbekannten Gründen mit Jacob Fortune-Lloyd neubesetzt.

### Dreharbeiten
Die Dreharbeiten begannen am 16. August 2021 und dauerten bis zum 3. Juni 2022 an; die Aufnahmen wurden ausschließlich in Frankreich gedreht und waren innerhalb von 150 Tagen fertiggestellt.
Als Drehorte wählte man unter anderem die Städte Compiègne, Saint-Malo und Troyes sowie die Île-de-France und den Louvre-Palast. Weitere Aufnahmen entstanden im Schloss Fontainebleau und in der Kathedrale von Sens. Das Fort National fungierte hingegen als Double für die Festungsstadt von La Rochelle.
Vertrieben wird der Film von Chapter 2, Pathé Films, Constantin Film und DeAPlaneta, welche ebenfalls an der Produktion beteiligt sind.
Das Budget des Zweiteilers sollte 85 Millionen US-Dollar betragen, wurde aber später im 70-Millionen-Bereich verortet.

### Marketing und Veröffentlichung
Der Kinostart des Films wurde in Frankreich auf den 5. April 2023 festgelegt; der deutsche Start erfolgt acht Tage später. Ein erster Trailer wurde im Dezember 2022 veröffentlicht. Die Fortsetzung soll am 13. Dezember 2023 starten, in Deutschland einen Tag später.

## Zukunft
Neben Die drei Musketiere – Milady befinden sich noch die Spin-offs Milady Origins und Black Musketeer in Entwicklung, die für Disney+ umgesetzt werden.

## Synchronisation
Die deutschsprachige Synchronisation entstand nach dem Dialogbuch und unter der Dialogregie von Dr. Beate Glöckner durch die Neue Tonfilm München.
| Rollenname                  | Schauspieler        | Synchronsprecher     |
| --------------------------- | ------------------- | -------------------- |
| Charles D’Artagnan          | François Civil      | Nicolas Rathod       |
| Athos                       | Vincent Cassel      | Tobias Kluckert      |
| Porthos                     | Pio Marmaï          | Sascha Rotermund     |
| Aramis                      | Romain Duris        | Norman Matt          |
| Milady de Winter            | Eva Green           | Katrin Zimmermann    |
| König Ludwig XIII.          | Louis Garrel        | Alexander Doering    |
| Königin Anna von Österreich | Vicky Krieps        | Vicky Krieps         |
| Kardinal Armand Richelieu   | Éric Ruf            | Dirk Bublies         |
| Constance Bonacieux         | Lyna Khoudri        | Magdalena Höfner     |
| Herzog von Buckingham       | Jacob Fortune-Lloyd | Florian Clyde        |
| Monsieur de Tréville        | Marc Barbé          | Oliver Siebeck       |
| Gaston von Frankreich       | Julien Frison       | Jan Makino           |
| Benjamin de la Fère         | Gabriel Almaer      | Henning Nöhren       |
| De Monfort                  | Laurent Clarent     | Klaus Münster        |
| Graf von Chalais            | Patrick Mille       | Peter Flechtner      |
| Horace Saint Blancard       | Thibault Vinçon     | Matthias Deutelmoser |
| Maria de’ Medici            | Dominique Valadié   | Manuela Renard       |
| Roquin                      | Antoine Cholet      | Thomas Birnstiel     |